# Europäischer Filmpreis/Bester Nachwuchsfilm
Der Europäische Filmpreis für den Besten Nachwuchsfilm (European Discovery – Prix FIPRESCI) ist ein Filmpreis, der seit 1997 an den besten Film eines europäischen Nachwuchsregisseurs vergeben wird. Von 1997 bis 2005 wurde er gemeinsam mit der Rainer-Werner-Fassbinder-Foundation als Fassbinder-Preis (Prix Fassbinder) vergeben.
Bereits 1988 und 1990 gab es beim Europäischen Filmpreis einen Nachwuchspreis, damals noch für junge Schauspieler.

## Preisträger
| Jahr | Preisträger               | für den Film                                                 | Weitere Nominierte |
| ---- | ------------------------- | ------------------------------------------------------------ | --- |
| 1997 | Bruno Dumont              | Das Leben des Jesu (La vie de Jésus)                         | |
| 1998 | Thomas Vinterberg         | Das Fest (Festen)                                            | |
| 1998 | Erick Zonca               | Liebe das Leben (La vie revée des anges)                     | |
| 1999 | Tim Roth                  | The War Zone                                                 | |
| 2000 | Laurent Cantet            | Der Jobkiller (Ressources humaines)                          | Baltasar Kormákur für 101 Reykjavík Paul McGuigan für Gangster No. 1 Sam Karmann für Kennedy und ich Barbara Albert für Nordrand Simon Cellan Jones für Some Voices Lukas Moodysson für Zusammen! Veit Helmer für Tuvalu Vanessa Jopp für Vergiss Amerika |
| 2001 | Achero Mañas              | El Bola                                                      | Esther Gronenborn für Alaska.de Gert de Graaff für De Zee die denkt Ulrich Seidl für Hundstage Josef Fares für Jalla! Jalla! Wer zu spät kommt … Stavros Ioannou für Klisti dromi Paweł Pawlikowski für The Last Resort Jessica Hausner für Lovely Rita Aktan Abdykalykow für Der Affe Małgorzata Szumowska für Szcesliwy czlowiek                                                                     |
| 2002 | György Pálfi              | Hukkle – Das Dorf (Hukkle)                                   | Spiro Scimone und Francesco Sframeli für Due Amici Benjamin Quabeck für Nichts bereuen Emanuele Crialese für Lampedusa Annette K. Olesen für Kleine Missgeschicke (Små ulykker) Julio Wallovitz und Roger Gual für Smoking Room Kornél Mundruczó für Szep napok Asif Kapadia für The Warrior Maja Weiss für Varuh meje Rabah Ameur-Zaïmeche für Wesh, wesh – was geht hier ab? Alexei Muradow für Zmej |
| 2003 | Andrei Swjaginzew         | The Return – Die Rückkehr (Возвращение / Waswraschtschenije) | Pjer Žalica für Gori vatra – Feuer! Jaime Rosales für Las Horas del Dia Guillaume Canet für Bad, Bad Things Christoffer Boe für Reconstruction Michael Schorr für Schultze gets the blues David Mackenzie für Young Adam |
| 2004 | Andrea und Antonio Frazzi | Certi Bambini                                                | Éléonore Faucher für Die Perlenstickerinnen (Brodeuses) Sylke Enders für Kroko Keren Yedaya für Eine Tochter (Or) Arsen Anton Ostojić für Ta divina splitska noc Marina Rasbeschkina für Wremja Schatwy |
| 2005 | Jacob Thuesen             | Anklaget                                                     | Ilja Chrschanowski für 4 Marco Martins für Alice Małgorzata Szumowska für Leben in mir Francesco Munzi für Saimir Aksel Hennie für Uno Yolande Moreau und Gilles Porte für Wenn die Flut kommt |
| 2006 | Géla Babluani             | 13 Tzameti                                                   | Agnes Kocsis für Friss Levegö Matthias Luthardt für Pingpong Sławomir Fabicki für Z Odzysku |
| 2007 | Eran Kolirin              | Die Band von nebenan                                         | Anton Corbijn für Control Jan Bonny für Gegenüber Özer Kızıltan für Takva – Gottesfurcht |
| 2008 | Steve McQueen             | Hunger                                                       | Aida Begić für Snow (Snijeg) Seyfi Teoman für Tatil kitabi Sergei Dworzewoi für Tulpan |
| 2009 | Peter Strickland          | Katalin Varga                                                | Scandar Copti und Yaron Shani für Ajami Giorgi Owaschwili für Gagma napiri Juliette Garcias für Sois sage Özcan Alper für Sonbahar – Herbst (Sonbahar) |
| 2010 | Samuel Maoz               | Lebanon                                                      | Giuseppe Capotondi für Die doppelte Stunde (La doppia ora) Florin Șerban für Eu când vreau să fluier, fluier Feo Aladağ für Die Fremde Urszula Antoniak für Nothing Personal |
| 2011 | Hans Van Nuffel           | Adem                                                         | Karl Markovics für Atmen Markus Schleinzer für Michael Mikkel Munch-Fals für Nothing’s All Bad (Smukke mennesker) Nikola Ležaić für Tilva Roš |
| 2012 | Boudewijn Koole           | Kauwboy                                                      | Mads Matthiesen für Teddy Bear (10 timer til Paradis) Rufus Norris für Broken Angelina Nikonowa für Portret v sumerkach (Портрет в сумерках) Jan Speckenbach für Die Vermissten |
| 2013 | Jan-Ole Gerster           | Oh Boy                                                       | Mikael Marcimain für Call Girl Gabriela Pichler für Äta sova dö Valeria Golino für Miele Neus Ballús für La plaga |
| 2014 | Myroslaw Slaboschpyzkyj   | The Tribe                                                    | Carlos Marques-Marcet für 10.000 km Yann Demange für ’71 Marie Amachoukeli, Claire Burger und Samuel Theis für Party Girl Fernando Franco für Wounded |
| 2015 | Deniz Gamze Ergüven       | Mustang                                                      | Veronika Franz und Severin Fiala für Ich seh Ich seh Anna Sofie Hartmann für Limbo John Maclean für Slow West Tom Sommerlatte für Im Sommer wohnt er unten |
| 2016 | Juho Kuosmanen            | Der glücklichste Tag im Leben des Olli Mäki (Hymyilevä mies) | Bogdan Mirică für Dogs Jules Herrmann für Liebmann Elite Zexer für Sandsturm Swetla Zozorkowa für Jajda |
| 2017 | William Oldroyd           | Lady Macbeth                                                 | Hubert Charuel für Bloody Milk Raliza Petrowa für Godless (Bezbog) Carla Simón für Fridas Sommer (Estiu 1993) Ronny Trocker für Die Einsiedler |
| 2018 | Lukas Dhont               | Girl                                                         | Zsófia Szilágyi für One Day (Egy nap) Ana Uruschadse für Scary Mother Gustav Möller für The Guilty Cyril Schäublin für Dene wos guet geit Adina Pintilie für Touch Me Not |
| 2019 | Ladj Ly                   | Die Wütenden – Les Misérables (Les Misérables)               | Pella Kagerman und Hugo Lilja für Aniara Mati Diop für Atlantique Tuva Novotny für Blind Spot / Blindsone Nadeschda Kossewa für Irina Richard Billingham für Ray & Liz |
| 2020 | Carlo Sironi              | Sole                                                         | Nermin Hamzagić für Full Moon / Pun Mjesec Fanny Liatard und Jérémy Trouilh für Gagarin – Einmal schwerelos und zurück Halina Reijn für Instinct – Gefährliche Begierde (Instinct) Jurgis Matulevičius für Izaokas Zoé Wittock für Jumbo |
| 2021 | Emerald Fennell           | Promising Young Woman                                        | Dea Kulumbegaschwili für Beginning Valdimar Jóhannsson für Lamb Laura Wandel für Un monde Ninja Thyberg für Pleasure Filipp Jurjew für The Whaler Boy |
| 2022 | Laura Samani              | Small Body (Piccolo corpo)                                   | Peter Kerekes für 107 Mothers (Cenzorka) Emmanuelle Nicot für Love According to Dalva (Dalva) Aleksandra Terpińska für Other People (Inni ludzie) Dmytro Sucholytkyj-Sobtschuk für Pamfir Kurdwin Ayub für Sonne |
| 2023 | Molly Manning Walker      | How to Have Sex                                              | Estibaliz Urresola Solaguren für 20.000 Arten von Bienen (20.000 especies de abejas) Filip Sotnytschenko für La Palisiada Juraj Lerotić für Sigurno mjesto (Safe Place) Malene Choi für Stille Liv (The Quiet Migration) Stéphan Castang für Vincent doit mourir (Vincent Must Die) |